# Municipio de Oakfield (Míchigan)
El municipio de Oakfield (en inglés: Oakfield Township) es un municipio ubicado en el condado de Kent en el estado estadounidense de Míchigan. En el año 2010 tenía una población de 5782 habitantes y una densidad poblacional de 61,31 personas por km².

## Geografía
El municipio de Oakfield se encuentra ubicado en las coordenadas 43°10′0″N 85°22′10″O / 43.16667, -85.36944. Según la Oficina del Censo de los Estados Unidos, el municipio tiene una superficie total de 94.31 km², de la cual 87.57 km² corresponden a tierra firme y (7.14%) 6.73 km² es agua.

## Demografía
Según el censo de 2010, había 5782 personas residiendo en el municipio de Oakfield. La densidad de población era de 61,31 hab./km². De los 5782 habitantes, el municipio de Oakfield estaba compuesto por el 96.85% blancos, el 0.42% eran afroamericanos, el 0.35% eran amerindios, el 0.5% eran asiáticos, el 0.02% eran isleños del Pacífico, el 0.45% eran de otras razas y el 1.42% pertenecían a dos o más razas. Del total de la población el 2.59% eran hispanos o latinos de cualquier raza.